# 鈴原あいみ
鈴原 あいみ（すずはら あいみ、1988年1月30日 - ）は、愛知県安城市出身のタレント、女性モデルである。身長168cm、シスターモデルズ→フロス所属であったが、2017年3月現在フロスの公式サイトでは、鈴原の名前は削除されている。

## 来歴・人物
- 愛知県立刈谷高等学校、南山大学外国語学部アジア学科卒業。中京テレビ『TA☆RO』にTA☆ROガールズとして出演していた。2008年4月からのレギュラー出演以前には、2006年12月放送の「ミスキャン特集」、また2007年11月には同番組の企画「大学祭に潜入!!美女女子大生じゅずつなぎスペシャル!」でも出演していた。
- 2006年ミス南山、2007年の第1回神コレモデルオーディションでグランプリ獲得。
- 2008年秋、REIRAと共にアツギミラキャットガールに選ばれる。2009年度ミス・インターナショナル日本代表候補にも選ばれた。
- 2017年現在、海外に留学しているため芸能活動は事実上休業状態である。

## 出演

### テレビ
- TA☆RO（中京テレビ）
- SAKAE TA☆RO（中京テレビ）
- ボニータ!ボニータ!! 〜名古屋ガールズコレクション〜（テレビ愛知）
- pluspo（2010年10月9日 - 、東海テレビ） - pluspoクラブ（番組リポーター）として出演。
- ぴーかんテレビ（東海テレビ）、コーナー出演
- しりたい嬢（メ～テレ）

### ラジオ
- FRIDAY SHINY WAVE (ZIP-FM)
- REAL ROCKS (ZIP-FM)

### CM
- 愛知銀行

### 雑誌
- JJ